# La Rue-Saint-Pierre (Oise)
Pour les articles homonymes, voir La Rue-Saint-Pierre.
La Rue-Saint-Pierre est une commune française située dans le département de l'Oise, en région Hauts-de-France. Ses habitants sont appelés les Rue-Saint-Pierriens et les Rue-Saint-Pierriennes.

## Géographie

### Localisation
Le village de La Rue-Saint-Pierre est situé à 61 km au nord de Paris, 16 km à l'est de Beauvais, 38 km à l'ouest de Compiègne et 54 km au sud d'Amiens.
|         | Rémérangles                                 |                    |
| Bresles | La Rue-Saint-Pierre                         | Litz               |
|         | Forêt de Hez-Froidmont (La Neuville-en-Hez) | La Neuville-en-Hez |

### Topographie et géologie
La commune s'étend entre 49 mètres et 96 mètres d'altitude. Le point le plus bas se trouve au lieu-dit « le Sautoir », dans une zone marécageuse. Le point le plus élevé se situe au nord du territoire, à la limite de la commune de Litz. La mairie est située à 60 mètres d'altitude. L'église et le cimetière se trouvent à 64 mètres d'altitude. Un petit monticule dans les zones les plus basses de la commune, au sud-ouest, « le Mont » culmine à 57 mètres. Le territoire est une plaine découverte dont la principale dimension s'étend au nord vers la Picardie, et descend au sud jusqu'à la forêt de Hez-Froidmont et jusqu'aux marais tourbeux de Bresles dont une partie appartient à la commune.
La craie descend jusqu'aux approches de La Rue-Saint-Pierre. Le terrain superficiel est une terre argileuse mêlée de cailloux. Telles sont les parties basses de la plaine de Rémérangles vers le chef-lieu. La partie inférieure du système sablonneux est recouverte d'un terrain de transport qui se compose de silex, galets, de bois pétrifiés, de rognons de grès ferrugineux, calcaires et de fragments de meulières. Ce dépôt forme une couche assez épaisse sur les friches. Le marais compris entre la forêt de Hez-Froidmont et la plaine est tourbeux, et la tourbe s'avance même entre la forêt et le village. Le dépôt reposant sur le sable a, dans sa plus grande épaisseur, dix mètres de puissance. Il est noir et compacte à la partie inférieure, gris à la superficie, brun et chanvreux dans les pointes moyennes. On y trouve des arbres entiers d'une excessive dureté, et des bois se devenus flexibles par une sorte particulière de décomposition. On y rencontre aussi des ossements de chevaux, chevreuils, sangliers. La partie de ce dépôt, rapprochée du village, est un peu sulfureuse, ce qui est dû sans doute au voisinage d'argiles à lignites sur lesquels la tourbe paraît assise. Le sable de Bracheux, qui marque le début du cycle thanétien à l'ère tertiaire, apparaît à La Rue-Saint-Pierre. La commune se situe en zone de sismicité 1, très faiblement exposée aux séismes.

### Hydrographie

#### Réseau hydrographique
La commune est située dans le bassin Seine-Normandie. Elle est drainée par le cours d'eau 02 de la commune de Bresles,.
Un petit ruisseau, le cours d'eau 02 de la commune de Bresles, naissant depuis des cressonnières, à la limite sud-ouest de la commune est le seul cours d'eau présent dans les limites de la commune. Il rejoint ensuite les marais de Bresles avant de se jeter dans la Trye rejoignant le Thérain. Les zones les moins élevées du territoire sont situées au-dessus de plusieurs nappes phréatiques sous-affleurentes.

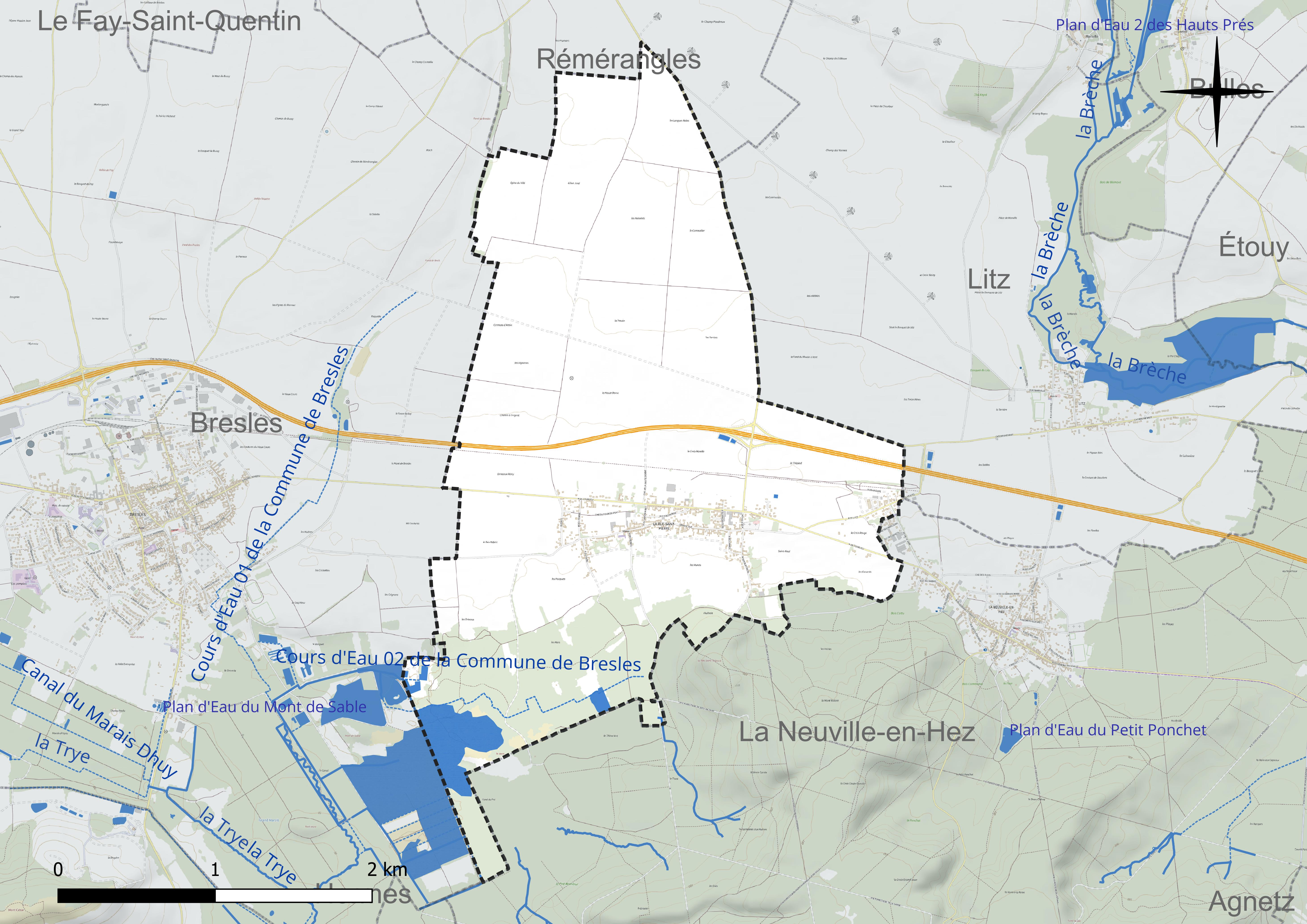
Réseau hydrographique de la Rue-Saint-Pierre.

#### Gestion et qualité des eaux
Le territoire communal est couvert par le schéma d'aménagement et de gestion des eaux (SAGE) « Sensée ». Ce document de planification concerne un territoire de 1 219 km2 de superficie, délimité par le bassin versant du Thérain. Le périmètre a été arrêté le 27 janvier 2023 et le SAGE proprement dit est, en 2024, en cours d'élaboration. La structure porteuse de l'élaboration et de la mise en œuvre est le syndicat intercommunal de la Vallée du Thérain (SIVT). 
La qualité des cours d'eau peut être consultée sur un site dédié géré par les agences de l'eau et l'Agence française pour la biodiversité. 

### Climat
Pour des articles plus généraux, voir Climat des Hauts-de-France et Climat de l'Oise.
En 2010, le climat de la commune est de type climat océanique dégradé des plaines du Centre et du Nord, selon une étude du CNRS s'appuyant sur une série de données couvrant la période 1971-2000. En 2020, Météo-France publie une typologie des climats de la France métropolitaine dans laquelle la commune est exposée à un climat océanique et est dans la région climatique  Nord-est du bassin Parisien, caractérisée par un ensoleillement médiocre, une pluviométrie moyenne régulièrement répartie au cours de l'année et un hiver froid (3 °C). 
Pour la période 1971-2000, la température annuelle moyenne est de 10,7 °C, avec une amplitude thermique annuelle de 14,6 °C. Le cumul annuel moyen de précipitations est de 656 mm, avec 10,7 jours de précipitations en janvier et 7,9 jours en juillet. Pour la période 1991-2020, la température moyenne annuelle observée sur la station météorologique la plus proche, située sur la commune de Tillé à 15 km à vol d'oiseau, est de 11,0 °C et le cumul annuel moyen de précipitations est de 655,5 mm,. Pour l'avenir, les paramètres climatiques de la commune estimés pour 2050 selon différents scénarios d'émission de gaz à effet de serre sont consultables sur un site dédié publié par Météo-France en novembre 2022.

### Milieux naturels
Hormis le tissu urbain, qui couvre 7,6 % du territoire sur 62 hectares, le territoire communal se compose majoritairement de cultures (74,4 % de la superficie sur 576 hectares) tandis que les vergers et prairies rassemblent 36 hectares (4,4 %). Les espaces boisés, continus à la Forêt de Hez-Froidmont, au sud, représentent 13,6 % du territoire (110 hectares), et les zones marécageuses, au sud-ouest, dans le prolongement des marais de Bresles s'étendent sur 22 hectares (2,8 % du territoire). Enfin, 5 hectares de délaissés urbains et ruraux et 4 hectares de landes complètent l'ensemble de ces milieux naturels,.
Une partie de la forêt de Hez-Froidmont est classée en zone Natura 2000. Ce massif forestier de et ses bois périphériques ainsi que les marais tourbeux de Bresles sont inscrits en zone naturelle d'intérêt écologique, faunistique et floristique de type 1,. Ces deux sites sont situés également sur le passage de plusieurs corridors écologiques potentiels.

## Urbanisme

### Typologie
Au 1er janvier 2024, La Rue-Saint-Pierre est catégorisée commune rurale à habitat dispersé, selon la nouvelle grille communale de densité à sept niveaux définie par l'Insee en 2022.
Elle est située hors unité urbaine. Par ailleurs la commune fait partie de l'aire d'attraction de Paris, dont elle est une commune de la couronne,. 

### Occupation des sols
L'occupation des sols de la commune, telle qu'elle ressort de la base de données européenne d'occupation biophysique des sols Corine Land Cover (CLC), est marquée par l'importance des territoires agricoles (74,7 % en 2018), en diminution par rapport à 1990 (76,3 %). La répartition détaillée en 2018 est la suivante :
terres arables (74,7 %), forêts (13,2 %), zones urbanisées (6,8 %), zones humides intérieures (5,3 %). L'évolution de l'occupation des sols de la commune et de ses infrastructures peut être observée sur les différentes représentations cartographiques du territoire : la carte de Cassini (XVIIIe siècle), la carte d'état-major (1820-1866) et les cartes ou photos aériennes de l'IGN pour la période actuelle (1950 à aujourd'hui).

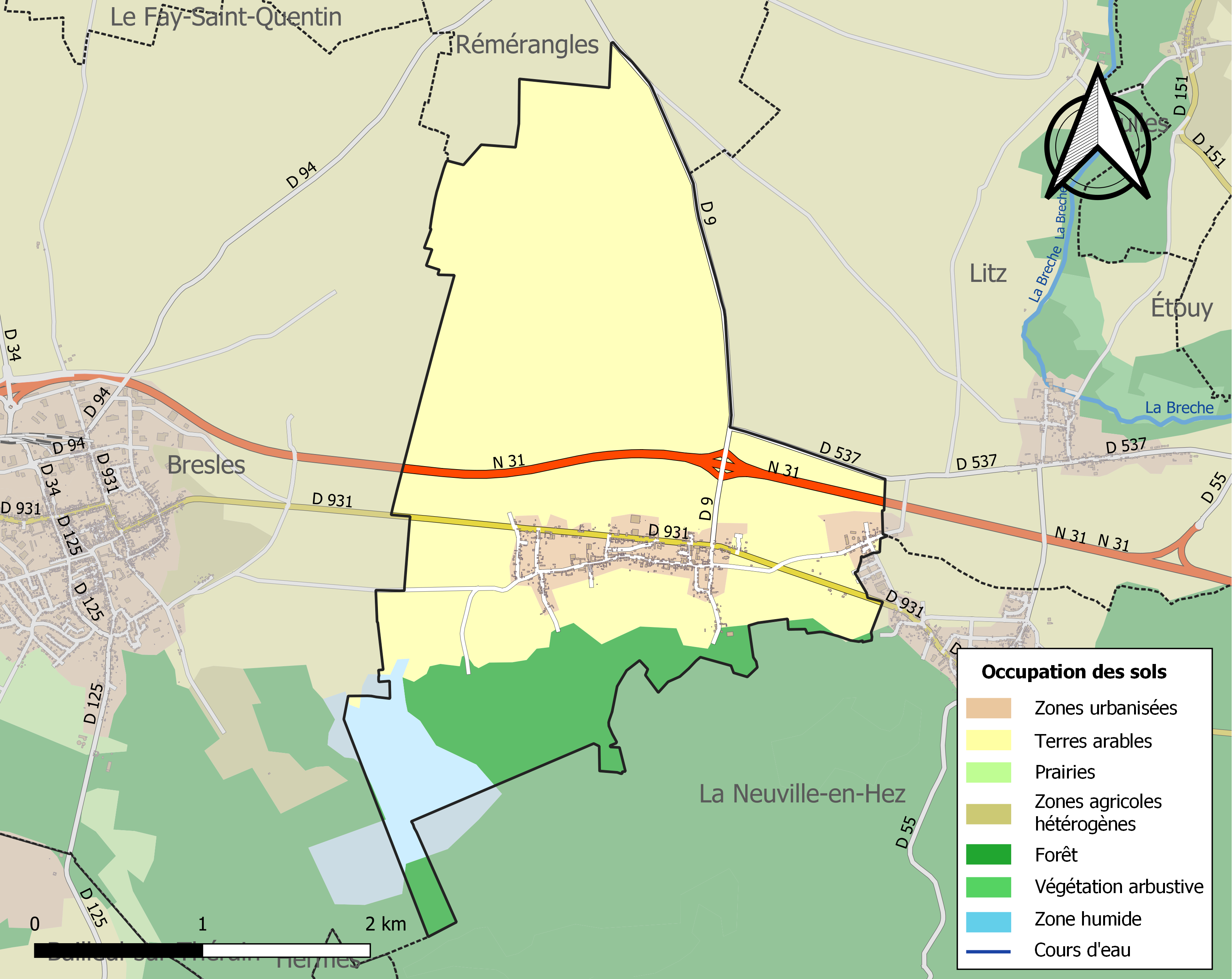
Carte des infrastructures et de l'occupation des sols de la commune en 2018 (CLC).

### Hameaux et lieux-dits
De nos jours, l'habitat se concentre dans le chef-lieu de La Rue-Saint-Pierre, au sud de la commune ainsi qu'au lieu-dit la Croix Rouge, site de l'ancienne gare et ancien hameau de la gare.

### Morphologie urbaine
La localité se composait à l'origine de deux agglomérations portant un nom distinct, la Rue-Saint-Pierre, située à l'ouest vers le marais, et Courlieu, dont les maisons étaient rapprochées de l'église. En 1890, le village se composait de 155 maisons réparties dans une rue principale, appelée Grande-Rue, quelques rues transversales appelées la rue Verte, la rue de l'Osière, la rue du Pâtis, la rue des Dames et la rue des Blatriers, et enfin, la rue formée par les 31 habitations alignées des deux côtés de la route nationale de Rouen à Reims (ancienne route nationale 31, D 931 actuelle). Cette dernière rue n'est pas ancienne, puisque la construction de cette partie de la route date de 1791.

### Voies de communications et transports

#### Réseau routier
Le principal axe traversant la commune est la route nationale 31, reliant Rouen à Reims en passant par Beauvais et Compiègne. Son ancien tracé, traversant le village par la rue de Courlieu, est aujourd'hui déclassé en D 931. La Rue-Saint-Pierre était situé au kilomètre 96 de cet itinéraire. Celui-ci est remplacé par une voie rapide au nord du chef-lieu depuis 1995. Un échangeur sur la D 9 permet de rejoindre ou de quitter la voie express. La route départementale 9, route de La Rue-Saint-Pierre à Auchy-la-Montagne est la deuxième voie de ce type sur le territoire. Partant de l'intersection entre la D 931 et la rue de l'Église, elle franchit la route nationale 31 par un échangeur puis se dirige vers le nord de la commune avant de rejoindre Rémérangles. La route départementale 537, route située entre la D 9 et la D 55 arrive de Litz, à l'est, croise la rue du même nom et rejoint la route départementale 9. Plusieurs rues du village relient la commune aux villages alentour ou à des lieux-dits : La Grande-Rue, au sud du village, permet de rejoindre Bresles à l'ouest ou la rue de Litz à l'est. Cette dernière rue permet de rejoindre cette commune par le lieu-dit « la Croix-Rouge ». Les rues des Blatriers et des Cats, qui se terminent en impasse, rejoignent la forêt de Hez-Froidmont.

#### Voies ferrées et transports en commun

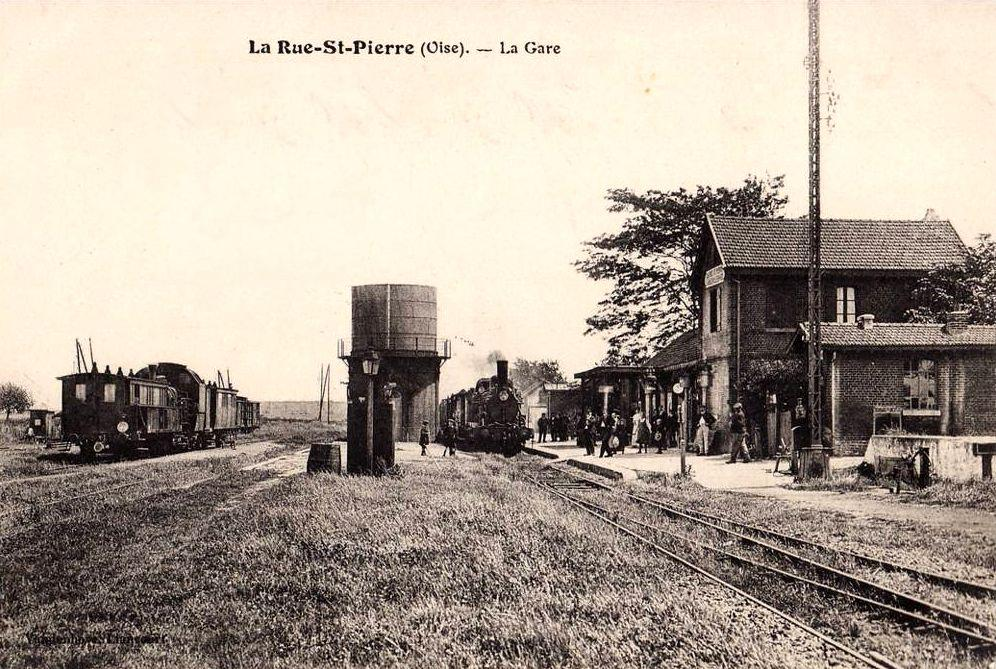
L'ancienne gare de La Rue-Saint-Pierre - La Neuville-en-Hez, située à l'embranchement des lignes Rochy-Condé - Soissons et La Rue-Saint-Pierre - Saint-Just-en-Chaussée.

De 1870 à 1973, la commune de La Rue-Saint-Pierre possédait une gare à l'embranchement des lignes Rochy-Condé - Soissons et La Rue-Saint-Pierre - Saint-Just-en-Chaussée. Les six premières années de son ouverture, celle-ci n'était reliée qu'à Beauvais et Clermont. En 1876, l'ouverture d'une seconde ligne rejoignant Saint-Just-en-Chaussée permit à la commune un accès plus direct à la ligne Paris-Nord - Lille. La fermeture progressive des tronçons sur ces deux lignes entraîna, à partir du 12 novembre 1954(fermeture entre Bulles et Saint-Just-en-Chaussée de la ligne de Saint-Just), la déserte de la halte. Le 14 janvier 1972, la fermeture de la section La Rue-Saint-Pierre - Étouy sur la ligne Rochy-Condé - Soissons rend la desserte de la gare uniquement depuis Beauvais. Le 27 juillet 1973, le tronçon de La Rue-Saint-Pierre à Bulles de la ligne de Saint-Just-en-Chaussée est symbole de la fermeture de la gare du fait de la mise en impasse de la halte. Le tronçon encore existant servit pendant plusieurs années pour le transport de marchandises avec le silo de La Rue-Saint-Pierre puis resta en friche jusqu'à 2012 où celui fut réhabilité pour le passage de la Trans'Oise (voie verte départementale).
La gare la plus proche de la commune est située à Hermes-Berthecourt à 7 km au sud sur la ligne de Creil à Beauvais tandis que la gare de Clermont-de-l'Oise, sur la ligne Paris-Nord - Lille se trouve à 9,2 km à l'est.
La commune est desservie, en 2023, par des lignes scolaires et le service de transport à la demande Corolis à la demande - Zone Est du réseau Corolis ainsi que par les lignes 606 et 623 du réseau interurbain de l'Oise.

#### Accès aux aéroports
Les aéroports les plus proches sont ceux de Beauvais-Tillé à 14,6 km à l'ouest et de Paris-Charles-de-Gaulle à 48 km au sud-est. Il n'existe aucune liaison par des transports en commun entre la commune et ces aéroports.

#### Liaisons douces

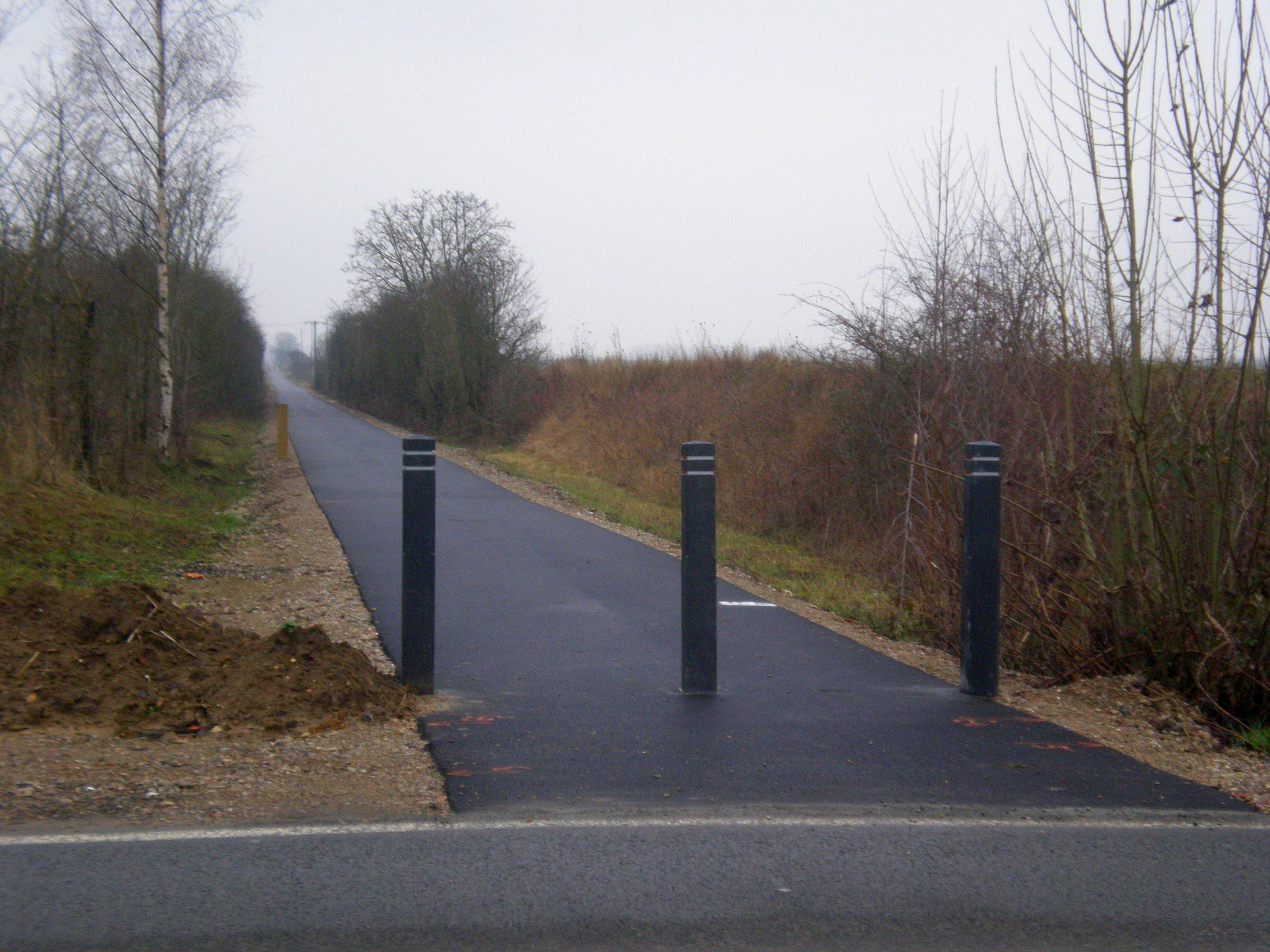
La Trans'Oise, voie verte aménagée à l'emplacement de l'ancienne ligne Rochy-Condé - Soissons est également le site de l'avenue verte London-Paris.

La Trans'Oise, voie verte qui relira à moyen terme les principales agglomérations du département de l'Oise, traverse la commune par l'ancien tracé de la ligne Rochy-Condé - Soissons depuis son ouverture en 2012. La variante de l'avenue verte Londres-Paris passe sur le territoire par ce même itinéraire.

## Toponymie
Le nom de la localité est attesté sous les formes vicum sancti Petri apud villam quae dicitur Antin (1186) ; vicus beati Petri (1186) ; via sancti Petri (1221) ; vicus sancti Petri prope forestam de Hetio (1244) ; vici sancti Petri (1538) ; vicus sancti Petri (1628) ; Rue Saint Pierre (1667) ; la Rue Saint Pierre (XIXe).
Rue : pour « village étiré le long d'une rue centrale » (François de Beaurepaire).
Saint-Pierre est un hagiotoponyme, le village s'appelait ainsi par ce qu'il avait été anciennement possédé par le chapitre de la cathédrale Saint-Pierre de Beauvais.
Courlieu est un ancien hameau de la commune qui porta les noms suivants au cours de son histoire:
- 1147 : « Corleium »
- 1201 : « Corli »
- 1218 : « Corlieu »
- 1221 : « Curtus Locus » ou « Via Sanctis Petri »
- 1244 : « Victus beati petri »
- 1373 : « Courlieu »[a 1]

## Histoire

### Des origines auMoyen Âge
La commune était située sur l'ancienne chaussée Brunehaut qui reliait Beauvais à Pont-Sainte-Maxence ; sur celle-ci s'est implanté un habitat gallo-romain dans une zone marécageuse. Au XIe et XIIe siècles, le village était situé à la limite des comtés de Beauvais et de Clermont. Il s'est développé au sud de la route nationale 31, contribuant au défrichement de la forêt de Hez-Froidmont.
La localité se composait à l'origine de deux agglomérations portant un nom distinct, La Rue-Saint-Pierre, située à l'est vers les marais, et Courlieu, dont les maisons étaient rapprochées de l'église : la paroisse portait le nom de Courlieu, puisque l'église paroissiale était comprise dans la section de ce nom. La limite de ces deux localités était formée par le chemin appelé aujourd'hui rue du Jardin-à-Butte. Le territoire comprenait primitivement toute la forêt de Hez-Froidmont qui en fut détachée en 1187, lorsque le comte Raoul créa le village et paroisse de La Neuville-en-Hez. Courlieu, qui jusqu'alors eu un curé, n'eut plus qu'un vicaire dépendant du curé de La Neuville. Le hameau de La Rue-Saint-Pierre était devenu le plus peuplé et ayant pour seigneur le chapitre de Saint-Pierre de Beauvais, auquel il avait emprunté une partie de son nom. La seigneurie de Courlieu était possédée au XIIIe siècle par des seigneurs de ce nom. Au milieu du XVe siècle, elle appartenait à Renaud de la Personne de Saint-Paul, dont la veuve la laissa à Thomas de Vignacourt, l'un de ses parents, qui par la suite devint par succession seigneur de Litz. Son fils aîné hérita de Litz et le second, Pierre, eut La Rue-Saint-Pierre. Jean, son fils, réunit de nouveau les deux domaines

### De la Renaissance auXVIIIesiècle
Jean de Vignacourt eut pour fils : le premier, Adrien, seigneur de Litz et La Rue-Saint-Pierre, qui acquit en 1608 la terre d'Étouy et abandonna pour sa nouvelle terre l'antique résidence de ses ancêtres à La Rue-Saint-Pierre. Son second fils, Alof de Wignacourt, naquit en 1547 à La Rue-Saint-Pierre. Reçu chevalier de l'ordre de Saint-Jean de Jérusalem, il donna de nombreuses marques de courage qui le firent d'abord chef de la langue de France, puis grand hospitalier. Il devient grand maître en 1601. Depuis 1608, les trois seigneuries ont subi les mêmes vicissitudes jusqu'à leur incorporation en 1732 dans le duché de Fitz-James. Adrien de Wignacourt, chevalier de Malte, neveu d'Alof, qui le nomma ensuite commandeur, devint ensuite grand trésorier de l'Ordre et fut élu grand maître en 1690. La douceur de son caractère et sa bienfaisance le firent aimer des chevaliers et des habitants. L'Ordre lui dut un grand arsenal pour réparer les galère. Il mourut le 4 février 1697, à l'âge de 79 ans, et fut inhumé dans la chapelle de la langue de France.
Un arrêt du Parlement de 1685 maintenait le chapitre de Beauvais à se qualifier seigneur en partie de La Rue-Saint-Pierre, conjointement avec le seigneur, pour raison des fiefs de Botterel et d'Erquery à eux appartenant par moitié. La justice était commune entre eux. Les grosses dîmes de la paroisse étaient levées par les religieuses de Saint-Paul.

### Époque moderne

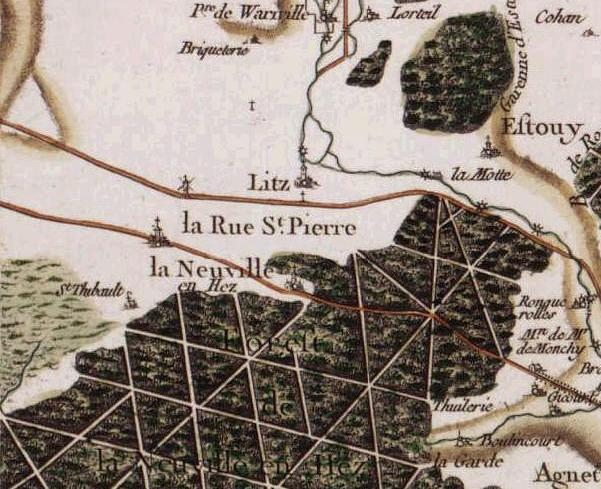
La Rue-Saint-Pierre, carte de Cassini.

L'église et la paroisse gardèrent jusqu'au milieu du XVIIe siècle le nom de « Courlieu », qui fut conservé, jusqu'en 1789, par un fief appartenant aux religieuses de Wariville. L'usage s'est ensuite établi peu à peu de donner à la paroisse le nom de La Rue-Saint-Pierre : le village ne formait plus du reste deux groupes distincts d'habitations, des constructions intermédiaires avaient réuni les deux agglomérations primitives. Le 8 mars 1789, les habitants se réunirent dans l'église Saint-Lucien et rédigèrent leur cahier de doléances. Le village, comprenant 140 feux, tient à la forêt de Hez-Froidmont : son terroir sablonneux et léger est dévasté par le gibier de la forêt et les chasses continuelles des princes en été. Tout cela, joint à de malheureux événements, prive annuellement le cultivateur du tiers de sa récolte. Le paiement en argent de la corvée est une nouvelle cause de consternation pour le laboureur. Le sel, porté à une prix exorbitant, ne peut être acheté par le pauvre qui cependant ne vit que de légumes. La dîme, créée dans le principe pour l'entretien d'un curé, est porté à un taux trois fois suffisant pour la dotation d'un prêtre et l'entretien de l'église. Aussi devait-on la supprimer et créer aux curés une portion congrue honnête à l'aide des biens énormes des ecclésiastiques. Les députés chargés de porter ces doléances à l'assemblée du bailliage de Clermont furent Jacques Isoré et Pierre Bli. Jacques Isoré, qui était alors fermier des religieuses de Wariville et du chapitre de Beauvais à La Rue-Saint-Pierre, fut en 1793 nommé député à la Convention par les électeurs du département de l'Oise.
L'ancienne partie de la route de Rouen à Reims (actuelle rue de Courlieu, D 931) fut construite en 1791. Au XIXe siècle ont été découverts, près de l'actuel cimetière, trois sarcophages contenant des épées d'apparat d'origine mérovingienne. En 1890, la population était presque entièrement agricole : 38 personnes étaient cependant employées à la fabrication de brosses. On comptait 470 habitants au chef-lieu et 13 habitants à l'ancien hameau de l'ancienne gare. La gare de La Rue-Saint-Pierre - La Neuville-en-Hez ferma ses portes en 1973 à la suite du déclassement de la ligne Beauvais - Clermont. La déviation en voie rapide de la route nationale 31, qui traversait le village, fut inaugurée en 1995. En 2012, l'ancienne ligne de chemin de fer de Beauvais à Clermont fut réaménagée en voie verte appelée Trans'Oise.

## Politique et administration

### Rattachements administratifs et électoraux
La commune se trouve dans l'arrondissement de Clermont du département de l'Oise. Pour l'élection des députés, elle fait partie de la septième circonscription de l'Oise.
Elle faisait partie depuis 1801 du canton de Clermont. Dans le cadre du redécoupage cantonal de 2014 en France, la commune est intégrée au canton de Mouy.

### Intercommunalité
La commune faisait partie de la communauté de communes Rurales du Beauvaisis (CCRB), créée le 31 décembre 1997.
La loi portant nouvelle organisation territoriale de la République (Loi NOTRe) du 7 août 2015, prévoyant que les établissements publics de coopération intercommunale (EPCI) à fiscalité propre doivent avoir un minimum de 15 000 habitants, le préfet de l'Oise a publié en octobre 2015 un projet de nouveau schéma départemental de coopération intercommunale, qui prévoit la fusion de plusieurs intercommunalités, et en particulier de la communauté d'agglomération du Beauvaisis et de la communauté de communes rurales du Beauvaisis, de manière à créer un nouvel EPCI rassemblant 44 communes pour 93 341 habitants. Malgré les réticences du président de la CCRB, le schéma est entériné,.
La fusion prend effet le 1er janvier 2017, et la commune est désormais membre de la communauté d'agglomération du Beauvaisis (CAB).

### Liste des maires

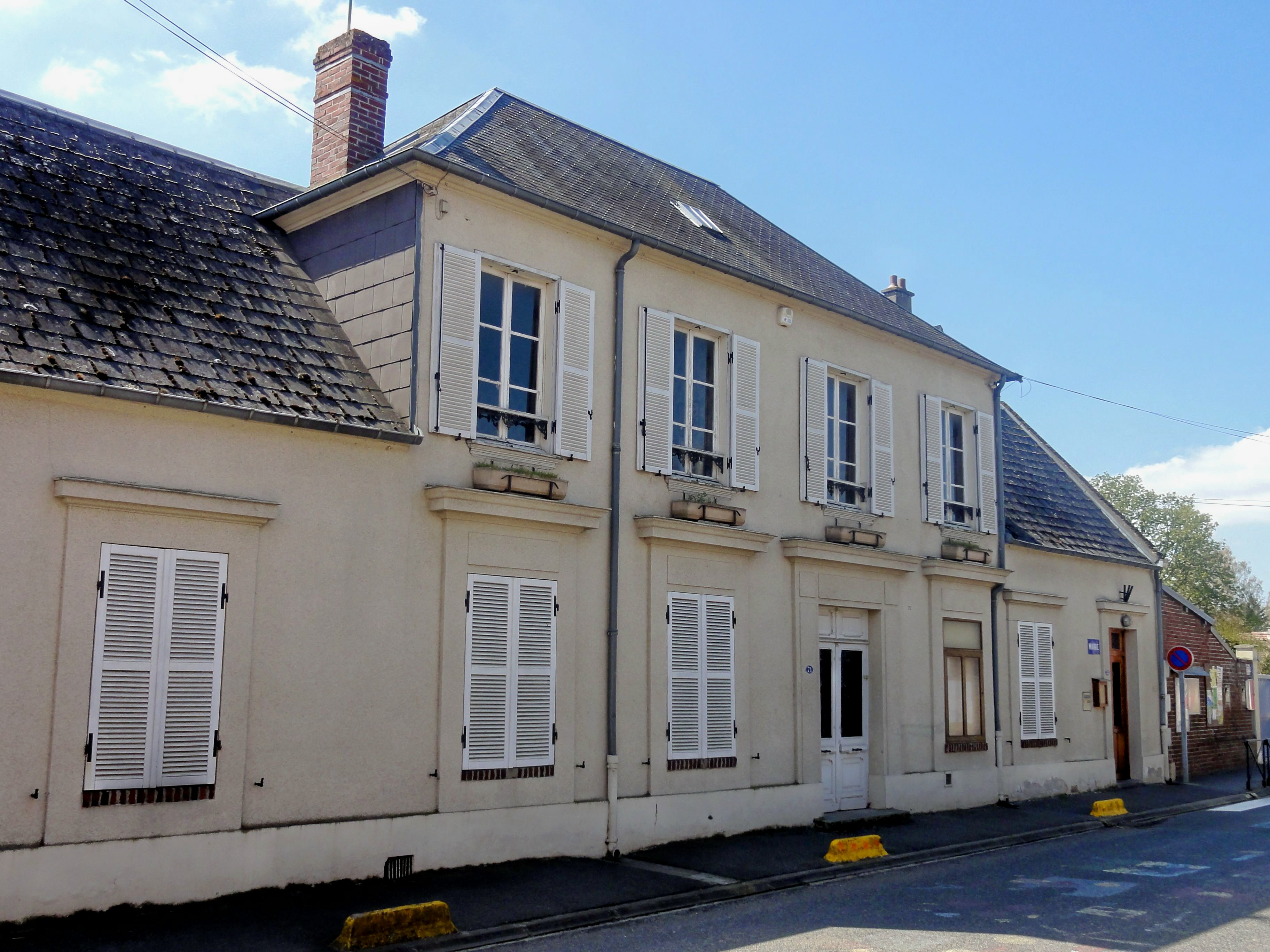
La mairie.

| Période                                  | Période                       | Identité                        | Étiquette | Qualité |
| ---------------------------------------- | ----------------------------- | ------------------------------- | --------- | --- |
| Les données manquantes sont à compléter. |                               |                                 |           | |
|                                          | 1826                          | François Augustin Caron         |           | |
| 1826                                     | 1860                          | Louis Charles Alexis Chantrelle |           | Chevalier de la Légion d'honneur 1813, Médaillé de Sainte Hélène, Sous-Officier de la Garde Impériale, décoré de l'Ordre du Lis 1814 |
| 1860                                     | 1876                          | Philibert Auguste Galhaut       |           | |
| 1876                                     | 1878                          | Alphonse Prosper Nortier        |           | |
| 1878                                     | 1888                          | Marie Nicolas Benoist           |           | |
| 1888                                     | 1892                          | Charles François Duplessier     |           | |
| 1892                                     | 1892                          | François Valentin Duplessier    |           | |
| 1892                                     | 1900                          | Marie Nicolas Benoist           |           | |
| 1900                                     | 1913                          | Noël Amand Edmond Dangu         |           | |
| 1913                                     |                               | Ernest Edmond Duval             |           | |
| mars 2001                                | En cours (au 15 janvier 2015) | Patrick Signoirt                | DVD       | Vice-président de la CC rurales du Beauvaisis (2014 → 2016) Réélu pour le mandat 2014-2020                                           |

## Population et société

### Démographie

#### Évolution démographique
L'évolution du nombre d'habitants est connue à travers les recensements de la population effectués dans la commune depuis 1793. Pour les communes de moins de 10 000 habitants, une enquête de recensement portant sur toute la population est réalisée tous les cinq ans, les populations de référence des années intermédiaires étant quant à elles estimées par interpolation ou extrapolation. Pour la commune, le premier recensement exhaustif entrant dans le cadre du nouveau dispositif a été réalisé en 2004.

En 2022, la commune comptait 860 habitants, en évolution de +7,5 % par rapport à 2016 (Oise : +0,87 %, France hors Mayotte : +2,11 %).
| 1793 | 1800 | 1806 | 1821 | 1831 | 1836 | 1841 | 1846 | 1851 |
| ---- | ---- | ---- | ---- | ---- | ---- | ---- | ---- | ---- |
| 557  | 538  | 611  | 618  | 652  | 657  | 635  | 642  | 623  |

| 1856 | 1861 | 1866 | 1872 | 1876 | 1881 | 1886 | 1891 | 1896 |
| ---- | ---- | ---- | ---- | ---- | ---- | ---- | ---- | ---- |
| 598  | 544  | 540  | 499  | 555  | 529  | 483  | 472  | 450  |

| 1901 | 1906 | 1911 | 1921 | 1926 | 1931 | 1936 | 1946 | 1954 |
| ---- | ---- | ---- | ---- | ---- | ---- | ---- | ---- | ---- |
| 454  | 478  | 464  | 489  | 471  | 428  | 422  | 400  | 435  |

| 1962 | 1968 | 1975 | 1982 | 1990 | 1999 | 2004 | 2006 | 2009 |
| ---- | ---- | ---- | ---- | ---- | ---- | ---- | ---- | ---- |
| 425  | 433  | 459  | 482  | 623  | 688  | 753  | 769  | 754  |

| 2014 | 2019 | 2022 | - | - | - | - | - | - |
| ---- | ---- | ---- | - | - | - | - | - | - |
| 808  | 829  | 860  | - | - | - | - | - | - |

#### Pyramide des âges
La population de la commune est relativement jeune.
En 2018, le taux de personnes d'un âge inférieur à 30 ans s'élève à 37,4 %, soit au-dessus de la moyenne départementale (37,3 %). À l'inverse, le taux de personnes d'âge supérieur à 60 ans est de 19,7 % la même année, alors qu'il est de 22,8 % au niveau départemental.
En 2018, la commune comptait 405 hommes pour 414 femmes, soit un taux de 50,55 % de femmes, légèrement inférieur au taux départemental (51,11 %).
Les pyramides des âges de la commune et du département s'établissent comme suit.
| Hommes | Classe d’âge | Femmes |
| ------ | ------------ | ------ |
| 0,0    | 90 ou +      | 0,0    |
| 3,7    | 75-89 ans    | 5,7    |
| 14,9   | 60-74 ans    | 15,0   |
| 22,9   | 45-59 ans    | 23,6   |
| 19,8   | 30-44 ans    | 19,6   |
| 17,8   | 15-29 ans    | 17,2   |
| 21,0   | 0-14 ans     | 18,9   |

| Hommes | Classe d’âge | Femmes |
| ------ | ------------ | ------ |
| 0,5    | 90 ou +      | 1,4    |
| 5,5    | 75-89 ans    | 7,6    |
| 15,6   | 60-74 ans    | 16,3   |
| 20,8   | 45-59 ans    | 20     |
| 19,4   | 30-44 ans    | 19,4   |
| 17,6   | 15-29 ans    | 16,2   |
| 20,6   | 0-14 ans     | 19,1   |

## Culture locale et patrimoine

### Lieux et monuments
La commune possède un unique monument historique sur son territoire :
- Église Saint-Lucien et son cimetière : dédiée à Saint-Lucien, elle se compose d'une façade avec clocher de la période romane, d'un chœur du XVIe siècle et d'une nef moderne. La façade, du commencement du XIe siècle, offre un type de clocher, assez fréquent dans le midi de la France, mais très rare dans la région (appelé clocher-peigne) : c'est tout simplement un mur massif élevé sur la façade, percé dans sa partie supérieure de deux arcades en plein cintre destinées à recevoir les cloches, et épaulé par deux contreforts qui forment au rez-de-chaussée les jambages de la porte. La tête de ce mur est couverte par des assises de pierres en talus. Des briques accolées trois à trois forment à ces arcades une sorte d'archivolte grossière, qui retombe sur les pilastres larges et écrasés. Plus bas, au milieu de la façade, une fenêtre simulée est encadrée par un arc en plein cintre formé de deux tores, inscrit dans une arcade dentelée, et supporté par deux colonnettes à demi dégagées. Le porche, placé en avant du portail, porte la date de 1602. Sur une des pierres se trouve aussi cette inscription : « Le 4 d'oust 1636, le Prince Thoma entra en la Picardie »[a 4]. L'église est classée monument historique depuis le 8 septembre 1943[44].
Le cimetière, qui entoure l'église, clos de murs, referme un grand nombre de sarcophages en pierre disposés par rangées parallèles orientées du nord au sud. Trois cercueils en pierre, trouvés en 1845 au pied du mur du cimetière, renfermaient une sorte de petite sonnette, une épée dont la poignée était ornée de ciselures, de perles, de feuilles d'or et d'émaux, un fer de lance, une hache et divers autres objets déposés au musée départemental de l'Oise[a 5]. Ces tombes mérovingiennes[45] font également partie du périmètre classé monument historique tout comme l'église Saint-Lucien[44].

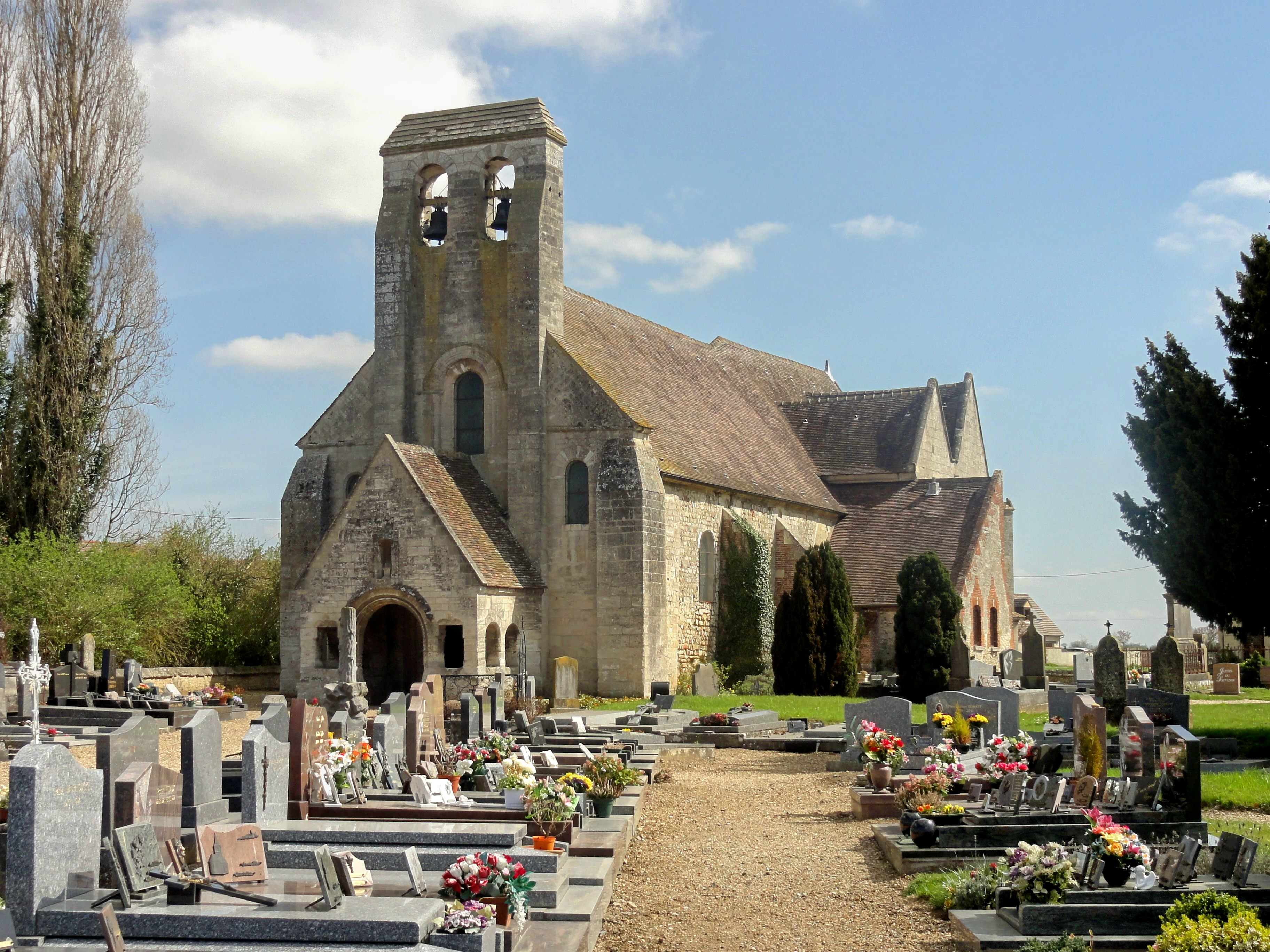
L'église Saint-Lucien.
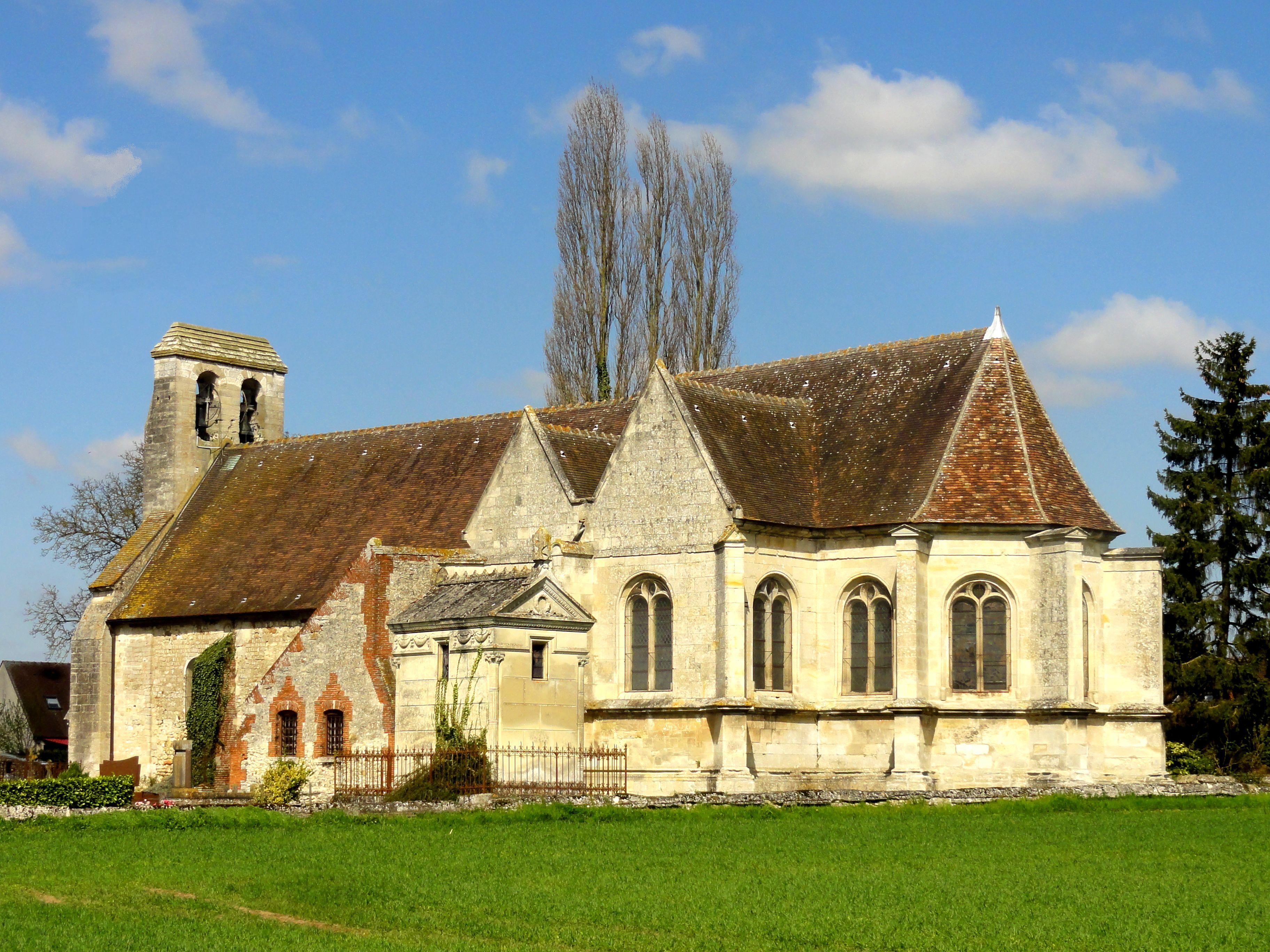
L'église depuis le sud-est.
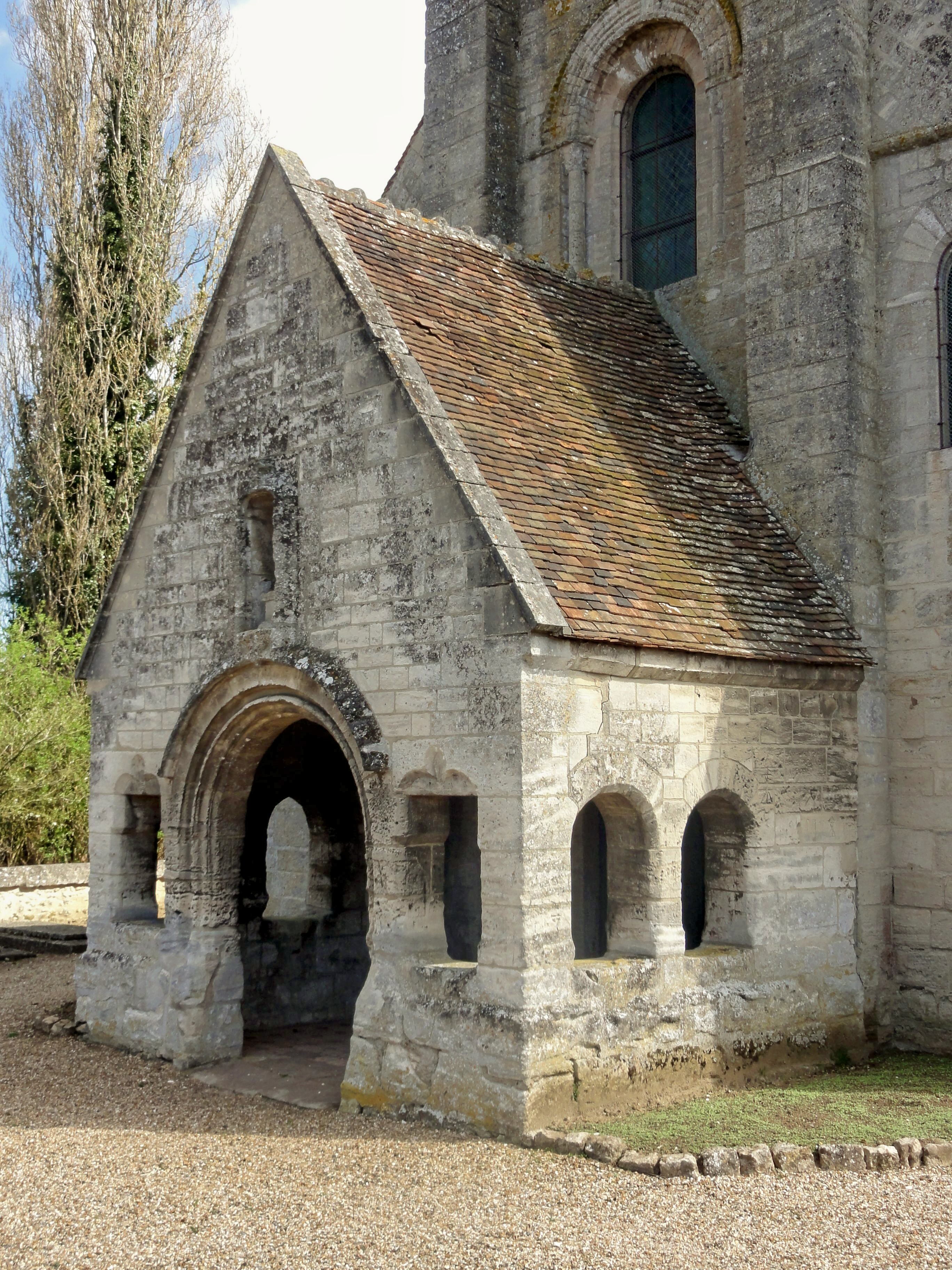
Le porche.

On peut également noter :
- Croix, dans le cimetière communal
- Calvaire, Grande Rue
- Monument aux morts
- Portail en brique du XVIe siècle et maison datée de l'an VI, avec un « couteau picard » à son pignon[31].

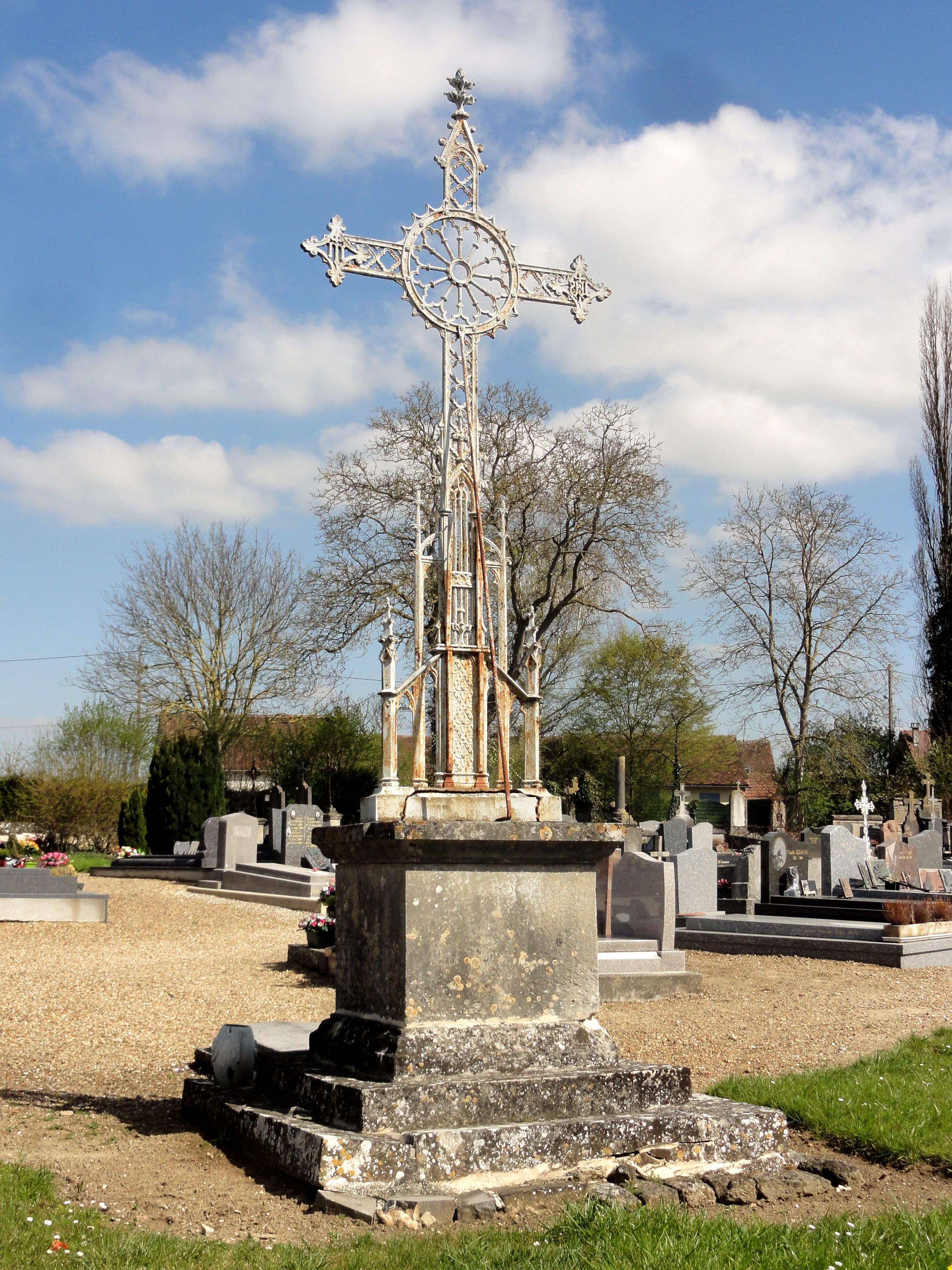
Croix, dans le cimetière communal.
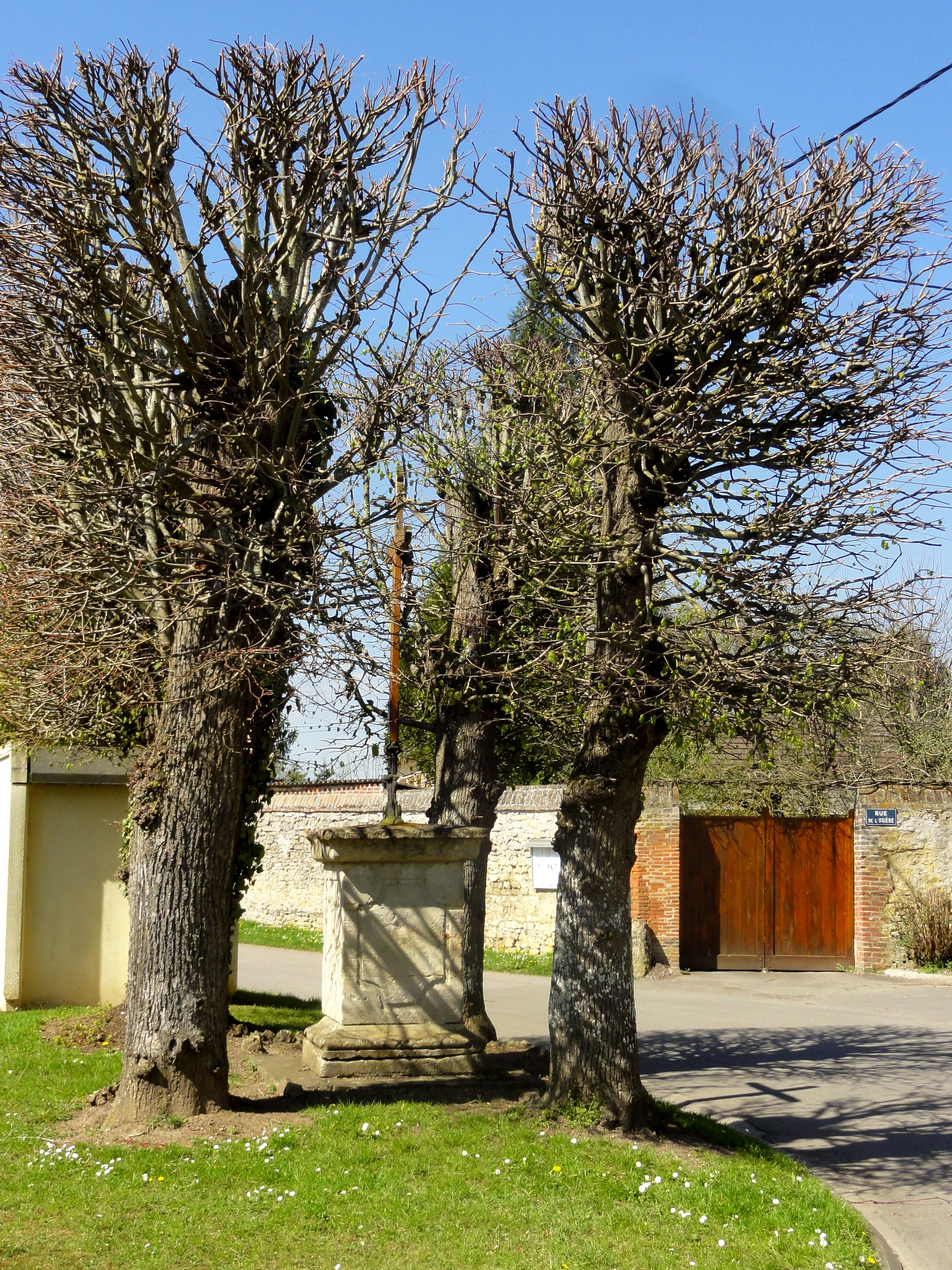
Calvaire, grande rue.
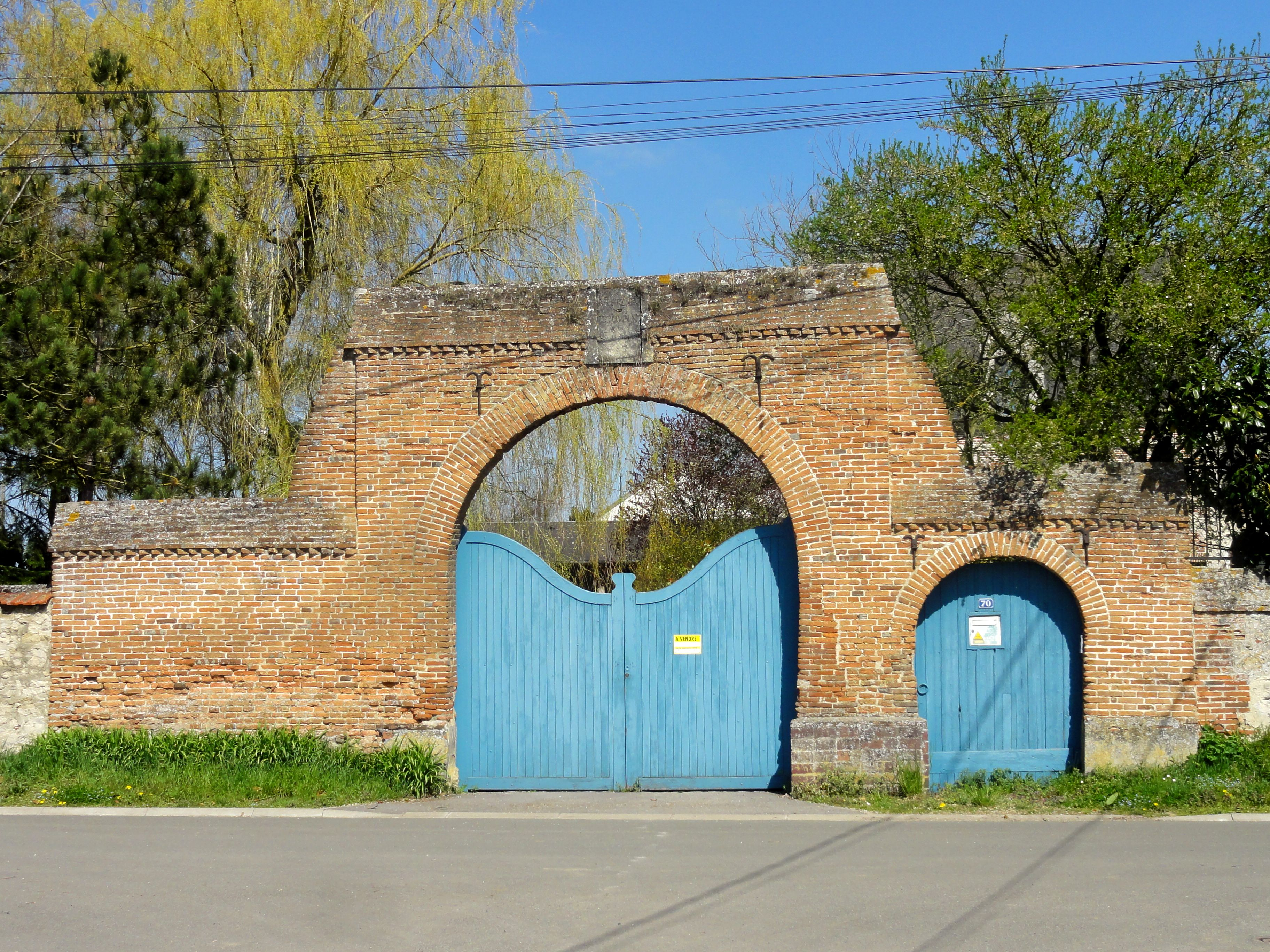
Portail en brique.

### Personnalités liées à la commune
- Alof de Wignacourt (1547-1622), de la famille du domaine de La Rue-Saint-Pierre et né dans la commune, fut grand maître de l'ordre de Saint-Jean de Jérusalem. Il dirigea de nombreuses expéditions contre les Turcs.